# Michael Gira
Michael Rolfe Gira, född 19 februari 1954 i Los Angeles, Kalifornien, är en amerikansk musiker, spoken word-artist och författare. Han är sångare och frontfigur i Swans, en tongivande experimentell rockgrupp som uppstod ur 1980-talets no wave-rörelse i New York. Han har senare även lett gruppen Angels of Light och är grundare av skivbolaget Young God Records.

## Diskografi
Soloalbum
- 1995 – Drainland
- 1999 – Benefit CD: Jarboe Emergency Medical Fund
- 2000 – Somniloquist
- 2001 – What We Did
- 2001 – Solo Recordings at Home
- 2002 – Living '02
- 2004 – I Am Singing to You From My Room
- 2007 – Songs for a Dog

Studioalbum med Swans
- 1983 – Filth
- 1984 – Cop
- 1986 – Greed
- 1986 – Holy Money
- 1987 – Children of God
- 1989 – The Burning World
- 1991 – White Light from the Mouth of Infinity
- 1992 – Love of Life
- 1995 – The Great Annihilator
- 1996 – Soundtracks for the Blind
- 2010 – My Father Will Guide Me Up a Rope to the Sky
- 2012 – The Seer
- 2014 – To Be Kind
- 2016 – The Glowing Man